# Liste der Präsidenten der Royal Geographical Society
Liste der Präsidenten der Royal Geographical Society

## 19. Jahrhundert
- Frederick John Robinson, 1. Viscount Goderich
- Sir George Murray
- Sir John Barrow, 1. Baronet
- William Richard Hamilton
- George Bellas Greenough
- Roderick Murchison
- Charles Abbot, 2. Baron Colchester
- William John Hamilton
- William Henry Smyth
- Roderick Murchison
- Francis Egerton, 1. Earl of Ellesmere
- Frederick William Beechey
- Roderick Murchison
- William Baring, 2. Baron Ashburton
- Roderick Murchison
- Sir Henry Rawlinson, 1. Baronet
- Henry Bartle Frere
- Sir Henry Rawlinson, 1. Baronet
- Rutherford Alcock
- Thomas Baring, 1. Earl of Northbrook
- Henry Bruce, 1. Baron Aberdare
- John Campbell, Marquess of Lorne
- Richard Strachey
- Mountstuart Elphinstone Grant Duff
- Sir Clements Robert Markham

## 20. Jahrhundert
- George Taubman Goldie
- Leonard Darwin
- George Curzon, 1. Marquess Curzon of Kedleston
- Douglas Freshfield
- Leonard Darwin
- Thomas Holdich
- Francis Younghusband
- Lawrence Dundas, Earl of Ronaldshay
- David George Hogarth
- Charles Close
- William Goodenough
- Percy Zachariah Cox
- Henry Balfour
- Philip Walhouse Chetwode, 1. Baron Chetwode
- George Clark
- Francis Rodd, 2. Baron Rennell
- Harry Lindsay
- James Wordie
- James Marshall-Cornwall
- Lord Nathan
- Raymond Priestley
- Dudley Stamp
- Gilbert Laithwaite
- Edmund Irving
- Edward Shackleton, Baron Shackleton
- Duncan Cumming
- John Hunt, Baron Hunt
- Michael Wise
- Vivian Fuchs
- George Sydney Bishop
- Roger Chorley, 2. Baron Chorley
- Crispin Tickell
- George Jellicoe, 2. Earl Jellicoe
- John Palmer, 4. Earl of Selborne

## 21. Jahrhundert
- Ronald Urwick Cooke
- Neil Cossons
- Gordon Conway
- Michael Palin
- Judith Rees
- Nicholas Crane
- Lynda Chalker, Baroness Chalker of Wallasey